# Richard Stöss
Richard Stöss (* 18. März 1944 in Sankt Goar) ist ein deutscher Politikwissenschaftler und außerplanmäßiger Professor an der FU Berlin. Schwerpunkte seiner Forschungsarbeit sind Rechtsextremismus und Parteienforschung.

## Leben und wissenschaftlicher Werdegang
Stöss machte im Jahr 1965 das Abitur und legte 1970 die Diplomprüfung im Fach Politikwissenschaft an der FU Berlin ab. Er arbeitete von 1969 bis 1996 am „Zentralinstitut für sozialwissenschaftliche Forschung“ der FU Berlin. Dort war er zunächst bis 1971 Studentische Hilfskraft und Wissenschaftlicher Hilfsassistent bzw. Teilzeitassistent, von 1971 bis 1976 Wissenschaftlicher Assistent und von 1976 bis 1996 Wissenschaftlicher Angestellter (zunächst im DFG-Projekt „Parteiensystem“, ab 1977 unbefristet). Stöss promovierte 1978 bei Wolf-Dieter Narr mit einer Dissertation zum Thema Konservative Revolution gegen den Basiskonsens. Die Deutsche Gemeinschaft/Aktionsgemeinschaft Unabhängiger Deutscher im Parteiensystem der Bundesrepublik Deutschland an der FU Berlin zum Dr. phil. Ebenfalls an der FU Berlin wurde seine Habilitationsschrift im Jahr 1984 für das Fach Politische Wissenschaft zum Thema Struktur und Entwicklung des Parteiensystems der Bundesrepublik – Eine Theorie angenommen.
Seit 1996 war Stöss Mitglied des Fachbereichs Politische Wissenschaft, des heutigen Fachbereichs Politik- und Sozialwissenschaften, der FU Berlin und Geschäftsführer des „Otto-Stammer-Zentrums – Arbeitsstelle für Empirische Politische Soziologie“. Stöss wurde 2004 zum außerplanmäßigen Professor ernannt. Seit dem 1. April 2009 ist Stöss im Ruhestand.
Richard Stöss ist Mitglied der SPD.

## Schriften (Auswahl)
- mit Horst W. Schmollinger: Die Parteien und die Presse der Parteien und Gewerkschaften in der Bundesrepublik Deutschland 1945–1974. Materialien zur Parteien- und Gewerkschaftsforschung (= Berichte und Materialien des Zentralinstituts für Sozialwissenschaftliche Forschung, ZI 6, der Freien Universität Berlin. Bd. 2). Verlag Dokumentation, München 1975, ISBN 3-7940-3223-3.
- Vom Nationalismus zum Umweltschutz. Die Deutsche Gemeinschaft, Aktionsgemeinschaft Unabhängiger Deutscher im Parteiensystem der Bundesrepublik (= Schriften des Zentralinstituts für Sozialwissenschaftliche Forschung der Freien Universität Berlin. Bd. 32). Westdeutscher Verlag, Opladen 1980, ISBN 3-531-11512-X.
- (Hrsg.): Parteien-Handbuch. Die Parteien der Bundesrepublik Deutschland 1945–1980. 4 Bände, Sonderausgabe, Westdeutscher Verlag, Opladen 1986, ISBN 3-531-11838-2.

- Band 1: AUD bis CDU (= Schriften des Zentralinstituts für Sozialwissenschaftliche Forschung der Freien Universität Berlin. Bd. 38).
- Band 2: CSU–DSU (= Schriften des Zentralinstituts für Sozialwissenschaftliche Forschung der Freien Universität Berlin. Bd. 38).
- Band 3: EAP bis KSP (= Schriften des Zentralinstituts für Sozialwissenschaftliche Forschung der Freien Universität Berlin. Bd. 39).
- Band 4: NDP–WAV (= Schriften des Zentralinstituts für Sozialwissenschaftliche Forschung der Freien Universität Berlin. Bd. 39).

- mit Reinhart Schneider, Menno Smid: Sozialer Wandel und Einheitsgewerkschaft. Campus-Verlag, Frankfurt am Main u. a. 1989, ISBN 3-593-34044-5.
- Die extreme Rechte in der Bundesrepublik. Entwicklung, Ursachen, Gegenmaßnahmen. Westdeutscher Verlag, Opladen 1989, ISBN 3-531-12124-3.
- Die „Republikaner“. Woher sie kommen, was sie wollen, wer sie wählt, was zu tun ist. Mit einem Vorwort von Ernst Breit, 2. überarbeitete und erweiterte Einleitung, Bund-Verlag, Köln 1990, ISBN 3-7663-2198-6.
- mit Gero Neugebauer: Die PDS: Geschichte, Organisation, Wähler, Konkurrenten (= Analysen. Bd. 54). Leske und Budrich, Opladen 1996, ISBN 3-8100-1464-8.
- Stabilität im Umbruch. Wahlbeständigkeit und Parteienwettbewerb im „Superwahljahr“ 1994. Westdeutscher Verlag, Opladen 1997, ISBN 3-531-13092-7.
- mit Dieter Segert, Oskar Niedermayer (Hrsg.): Parteiensysteme in postkommunistischen Gesellschaften Osteuropas (= Schriften des Zentralinstituts für Sozialwissenschaftliche Forschung der Freien Universität Berlin. Bd. 82). Westdeutscher Verlag, Opladen 1997, ISBN 3-531-13007-2.
- Rechtsextremismus im vereinten Deutschland. Hrsg. von der Friedrich-Ebert-Stiftung, Abteilung Dialog Ostdeutschland, 3., überarbeitete Auflage, Bonn 2000, ISBN 3-86077-940-0. (PDF)
- mit Wilfried Schubarth (Hrsg.): Rechtsextremismus in der Bundesrepublik Deutschland. Eine Bilanz. Leske und Budrich, Opladen 2001, ISBN 3-8100-3115-1.
- mit Oscar W. Gabriel, Oskar Niedermayer (Hrsg.): Parteiendemokratie in Deutschland. 2., aktualisierte und erweiterte Auflage, Westdeutscher Verlag, Opladen 2002, ISBN 3-531-33060-8.
- mit Oskar Niedermayer, Melanie Haas (Hrsg.): Die Parteiensysteme Westeuropas. VS Verlag für Sozialwissenschaften, Wiesbaden 2006, ISBN 978-3-531-14111-4.
- Rechtsextremismus im Wandel. Hrsg. von Nora Langenbacher, Friedrich-Ebert-Stiftung, Forum Berlin, 3., aktualisierte Auflage, Bonn 2010, ISBN 978-3-86872-565-0. (PDF)
- Gewerkschaften und Rechtsextremismus in Europa. Friedrich-Ebert-Stiftung, Forum Berlin/Politischer Dialog, Berlin 2017, ISBN 978-3-95861-827-5. (PDF). Engl.: Trade Unions and Right-Wing Extremism in Europe. ISBN 978-3-95861-836-7. (PDF)
- Europa Rechtsaußen. Rechtsextremismus und Rechtskonservatismus bei den Europawahlen 2019 – und nach dem „Brexit“. Freie Universität Berlin 2020, Ms. 60 S. (PDF)
- SPD am Wendepunkt – Neustart oder Niedergang. Schüren, Marburg 2022, ISBN 978-3-7410-0277-9.
- Der rechte Rand Europas. Rechtsextremismus und Rechtskonservatismus bei den Wahlen zum Europäischen Parlament 1979 bis 2024. Barbara Budrich, Opladen, Berlin & Toronto 2025, ISBN 978-3-8474-3129-9.